# Пленоптическая камера

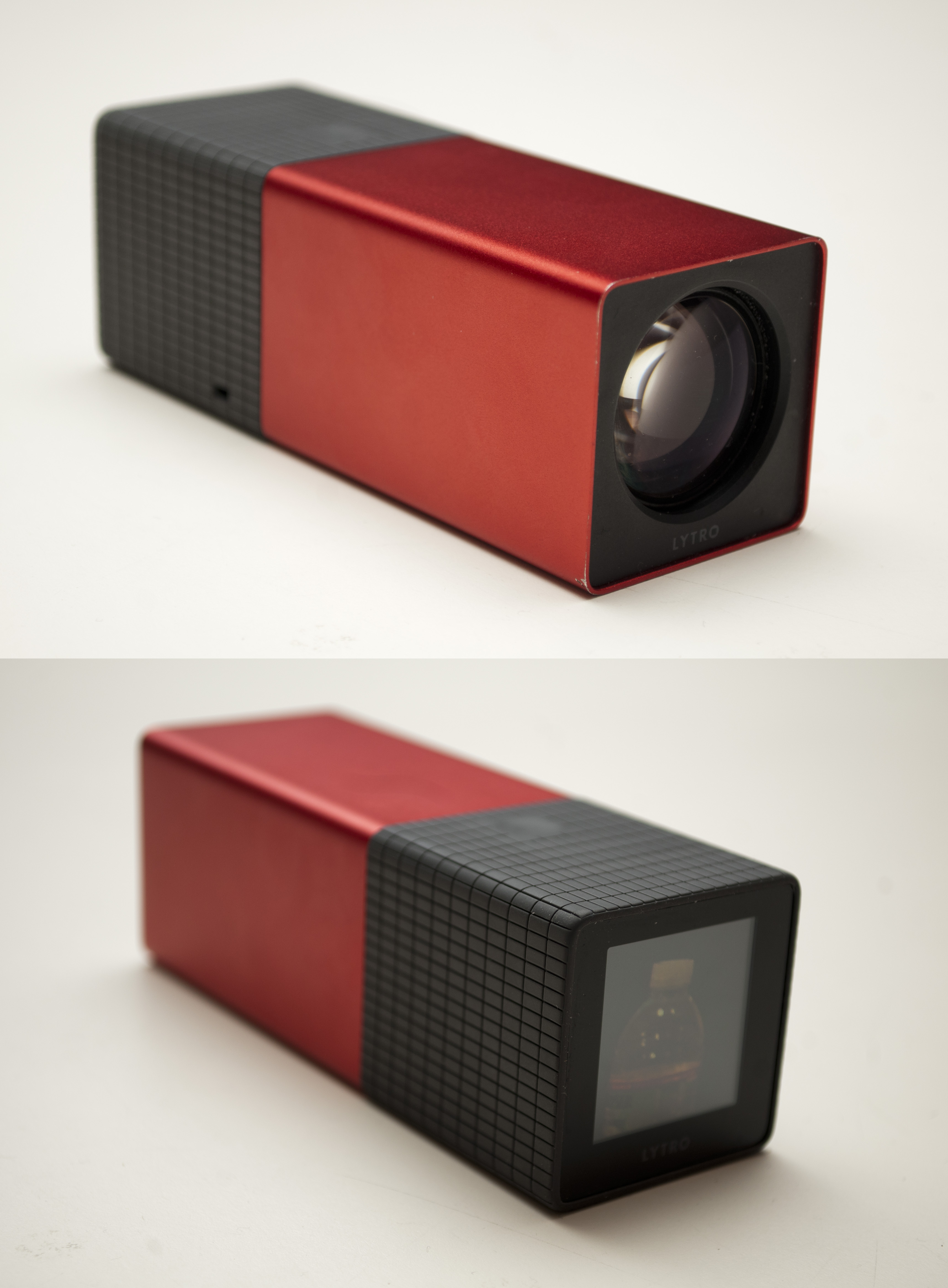
Пленоптическая камера Lytro

Пленопти́ческая ка́мера (от лат. plenus, полный + др.-греч. ὀπτικός, зрительный ), также ка́мера светово́го по́ля — цифровой фотоаппарат или цифровая видеокамера, фиксирующие не распределение освещённости в плоскости действительного изображения объектива, а создаваемое им векторное поле  световых лучей (световое поле). На основе картины светового поля может быть воссоздана наиболее полная информация об изображении,  пригодная для создания стереоизображения, фотографий с регулируемыми глубиной резкости и фокусировкой, а также для решения различных задач компьютерной графики.

## Принцип действия

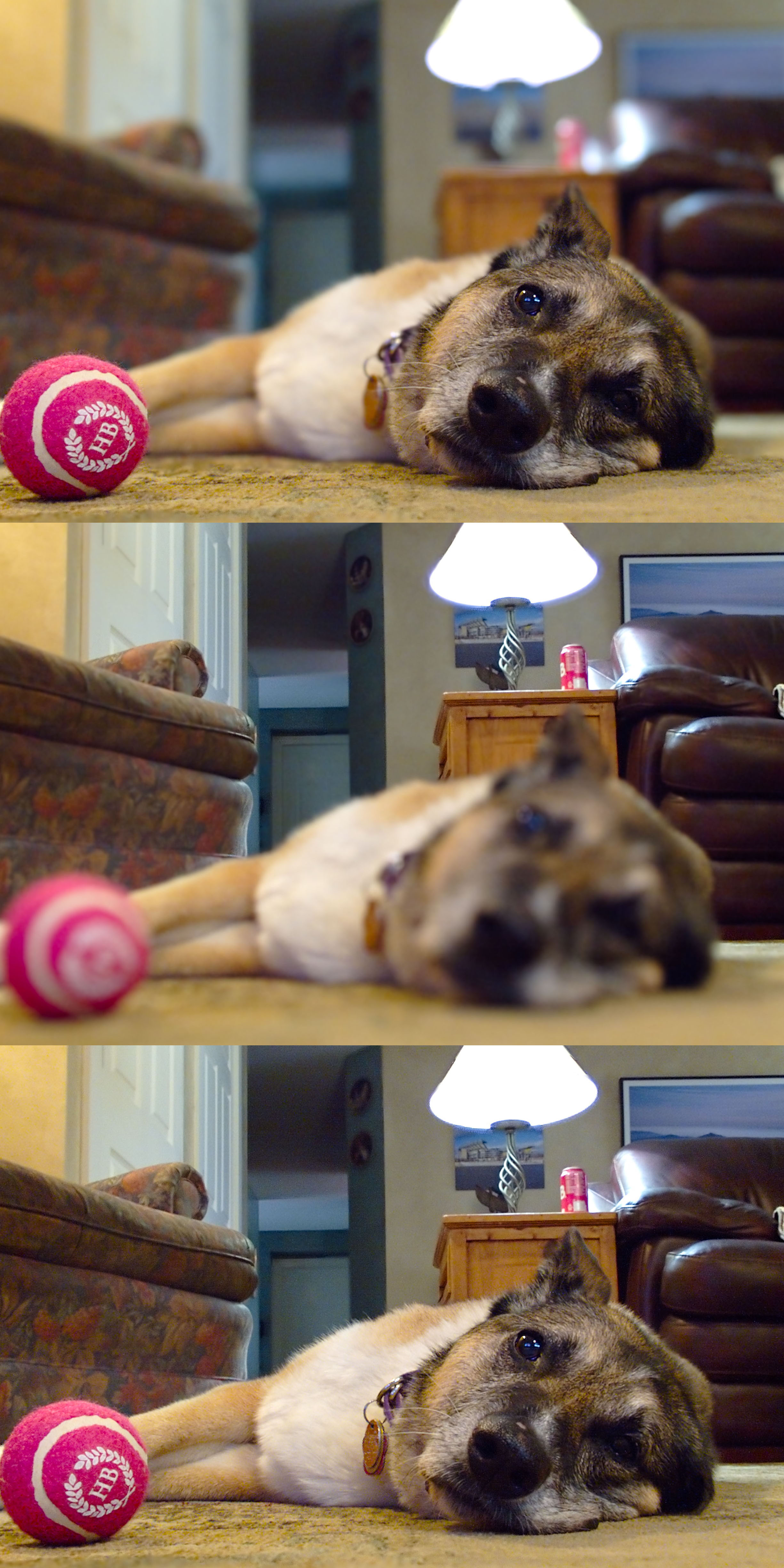
Пример изменения дистанции фокусировки на готовом снимке

Впервые регистрация светового поля с помощью микролинзового растра была предложена в 1908 году Габриэлем Липпманом. Интегральная фотография таким способом записывает свет, отражённый непосредственно от снимаемых объектов, обеспечивая многоракурсное объёмное изображение. Из-за сложностей получения ортоскопического изображения и появления голографии с аналогичными возможностями, технология не получила практического применения. 
В 1992 году Эдельсон и Ван расположили микролинзовый растр в фокальной плоскости обычного объектива, регистрируя световое поле в пространстве его изображений. Камера с таким устройством получила название «пленоптической», осуществив замысел авторов по созданию стереопар единственным объективом и решению проблемы параллактического несоответствия краёв снимка. Технология стала возможна благодаря появлению цифровой фотографии, преобразующей изображение за микролинзовым растром непосредственно в данные для вычисления параметров светового поля. 
ПЗС-матрица находится позади растра и каждый микрообъектив строит на её поверхности элементарное изображение выходного зрачка объектива. Из-за разницы ракурсов, элементарные изображения в разных частях кадра отличаются друг от друга, неся информацию об объёме снимаемых объектов и о направлении световых пучков. При дешифровке полученной совокупности изображений создаётся виртуальная векторная модель светового поля, описывающая направление и интенсивность световых пучков в пространстве изображений объектива. В результате на основе этой модели может быть воссоздана картина распределения освещённости в любой из сопряжённых фокальных плоскостей. 

### Перефокусировка изображения
Таким образом, кроме задач, непосредственно поставленных разработчиками, пленоптическая камера оказалась пригодной в совершенно неожиданном качестве, позволяя осуществлять точную фокусировку на уже готовых снимках. Для этого при дешифровке достаточно задать положение сопряжённой фокальной плоскости, в которой требуется вычислить распределение освещённости. 
Более того, сложение нескольких вариантов дешифровки одного и того же снимка, «сфокусированных» на разные дистанции, позволяет получать снимки с «бесконечной» глубиной резкости при полностью открытой диафрагме. Впервые «перефокусировка» готовой фотографии осуществлена в 2004 году командой из Стэнфордского университета. Для этого была использована 16 мегапиксельная камера с массивом из 90 000 микролинз. Элементарные изображения каждой микролинзы регистрировались с разрешением около 177 пикселей. Разрешение итогового изображения соответствовало количеству микролинз и составило 90 килопикселей.
Главный недостаток такой системы — низкое разрешение итогового снимка, зависящее не от характеристик матрицы, а от количества микролинз в растре. Из-за этих особенностей разрешающая способность камер светового поля описывается не в мегапикселях, а в «мегалучах». Более дешёвая конструкция предусматривает использование вместо массива микролинз теневого растра, состоящего из отверстий. Каждое из них работает, как камера-обскура, создавая элементарное изображение выходного зрачка со своего ракурса. Растровая маска исключает артефакты, получаемые из-за аберраций линзового растра, но снижает светосилу всей системы.

## Применение камеры светового поля
В современной практической фотографии использование камеры светового поля нецелесообразно, поскольку существующие образцы значительно уступают обычным цифровым фотоаппаратам в разрешающей способности и функциональности. Так, для получения конечного изображения разрешением всего 1 мегапиксель требуется фотоматрица, содержащая как минимум 10 мегапикселей. При этом, реализация сквозного электронного видоискателя сопряжена с большими сложностями из-за необходимости дешифровки получаемого массива данных в реальном времени. Из-за особенностей технологии съёмка всегда ведётся при максимальном относительном отверстии объектива, исключая регулировку экспозиции при помощи диафрагмы. Существующие классические цифровые фотоаппараты оснащаются эффективным автофокусом, дающим резкие снимки при любых скоростях съёмки и более высоком качестве изображения.
В то же время пленоптические камеры отлично подходят для прикладных задач, таких как слежение за движущимися объектами. Записи с камер безопасности, основанных на этой технологии, в случае каких-либо происшествий могут быть использованы для создания информативных 3D-моделей подозреваемых. Дальнейшее совершенствование технологии может сделать её пригодной для цифрового 3D-кинематографа, поскольку исключает параллактическое несоответствие краёв кадра, и даёт возможность выбирать плоскость фокусировки на готовом изображении, упрощая работу фокус-пуллера.
Лабораторией компьютерной графики Стэнфордского Университета разработан цифровой микроскоп, работающий по аналогичному принципу с линзовым растром. В микрофотографии возможность регулировки глубины резкости позволяет создавать чёткие изображения без снижения апертуры. Технология уже используется в микроскопах серии «Eclipse» компании Nikon.

## Существующие пленоптические камеры
В 2005 году студентами Стэнфордского университета на основе зеркального фотоаппарата «Contax 645» была создана камера, работающая по таким принципам. Перед матрицей цифрового задника была установлена пленоптическая насадка, состоящая из множества микролинз. Исследователь фотографии светового поля Рен Энджи (англ. Ren Ng) на основе этой работы написал диссертацию, а в 2006 году основал проект Lytro (первоначальное название Refocus Imaging), 
чтобы к концу 2011 года создать конкурентоспособную камеру [светового поля], доступную по цене для потребителя, которая умещалась бы в кармане.
В 2011 году при поддержке Стива Джобса компания объявила о приеме заказов на разработанную ею камеру, которая стала доступна в продаже в октябре того же года. При разрешающей способности 11 мегалучей камера обеспечивала физическое разрешение 1080×1080 пикселей.
Электротехнической лабораторией компании Mitsubishi разработана камера светового поля «MERL», основанная на принципе оптического гетеродина и растровой маски, расположенной перед фотоматрицей. Любой среднеформатный цифровой задник может быть трансформирован в пленоптический простой установкой такой маски перед штатным сенсором. При этом из-за принципиальных отличий маски от линзового растра удаётся избежать снижения разрешающей способности.
Компания Adobe Systems разработала альтернативный проект камеры, работающей на иных принципах. Устройство снимает на 100-мегапиксельную матрицу одновременно через 19 объективов, сфокусированных на различные дистанции. В результате на 19 участках матрицы размером 5,2 мегапикселей каждая, получаются отдельные изображения объекта съёмки с разной фокусировкой. Дальнейшая обработка массива данных позволяет выбрать изображение с нужной фокусировкой или совместить разные для расширения глубины резкости. Более того, система позволяет создавать трёхмерные фотографии, абсолютно резко отображающие объекты, находящиеся на любых расстояниях, комбинируя резкие участки разных «слоёв» снимка. Компания Nokia инвестирует в разработку миниатюрной пленоптической камеры с линзовым растром из 16 ячеек. 
В апреле 2016 года анонсирован выпуск цифровой кинокамеры «Lytro Cinema» с физическим разрешением матрицы 755 мегапикселей. Разработчики утверждают, что новая камера стоимостью 125 тысяч долларов избавляет от необходимости использования технологий блуждающей маски и хромакея, поскольку возможно послойное разделение изображений, находящихся на разных расстояниях от камеры. Кроме того, снятые камерой видеоданные формата lpf пригодны для создания как «плоских» кинокартин 2D, так и стереофильмов 3D. Главным достоинством «Lytro Cinema» считается возможность отказа от профессии фокус-пуллера, неустранимые ошибки которого неизбежны при любой квалификации. Фокусировка на сюжетно важные объекты съёмки может быть выполнена на уже отснятом материале с высокой точностью и произвольной скоростью перевода.